# Le Porcelet (film)
Le Porcelet (Поросёнок, Porossionok) est une série d'animation russe créée en 2014 réalisée par Natalia Berezovaïa. 

## Synopsis
Un petit porcelet très curieux vit dans un village reculé. En plus de ses parents et ses frères et sœurs, il y a aussi un chien, un chat, une vache, une chèvre, un bélier, un coq et des poules dans la cour. De temps en temps, des invités apparaissent : un cobaye, un bouledogue, un marcassin. Le fantôme de grand-père qui joue de la lyre survole régulièrement le village.
Chaque jour, le coq prénommé oncle Petia chante pour faire lever le soleil et le petit cochon cherche la réponse à une nouvelle question importante.

## Fiche technique
- Titre : Le Porcelet
- Titre original russe : Поросёнок
- Réalisation : Natalia Berezovaïa
- Scénario : Natalia Roumiantseva
- Direction artistique : Maxime Poliakov
- Son : Alena Nikolaïeva
- Production : Pilot
- Musique originale : Timur Vedernikov
- Pays : Russie
- Durée : 6 minutes
- Langue : russe
- Sortie : 2014